# سیلوانوس

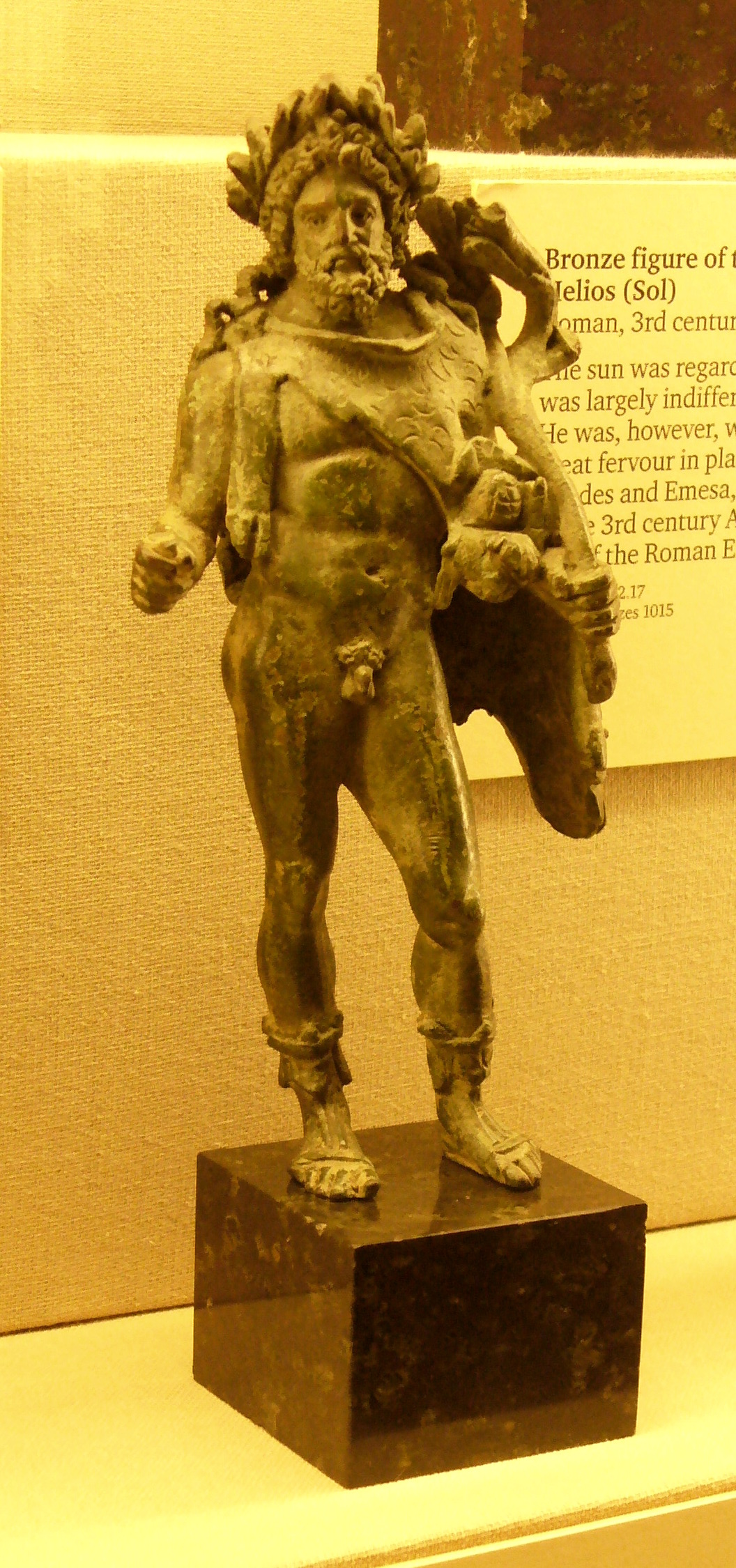
مجسمه برنزی سیلوانوس، که مربوط به نوکرا در جنوب ایتالیا می‌باشد(شرح بیشتر در متن)

سیلوانوس (به لاتین: «of the woods») از ارواح یا ایزدان رومی بود که دارای قیمومت یا سرپرستی شمرده می‌شدند. وی روح یا خدای درختان (جنگل‌ها) و کشتزارها به‌شمار می‌آمد. به عنوان روح محافظت‌کننده از جنگل‌ها، وی دئوس سیلوستریس(deus sylvestris)، خوانده می‌شد و به ویژه بر روی گیاهان و روئیدنی‌های جنگلی ریاست داشت و بیش از هرچیز از رویش و رشد درختانی که به صورت وحشی و خودرو می‌روئیدند و رشد می‌کردند، لذت می‌برد. وی همچنین به عنوان ایزدی معرفی و توصیف شده‌است که نظاره‌گر و مراقب کشاورزان و مزارع کشاورزی بود و بخصوص آنان را در حفظ مرزهای مزارع [و جلوگیری از تخطی کشاورزان به حقوق و کِشتگاه‌های یکدیگر]، یاری می‌رساند. ظاهراً وی این ویژگی‌های خود را از سلوانس که یک خدای اتروسکی بود، به ارث برده بود.
سیلوانوس به عنوان خدایی که از گله‌های گاو حفاظت می‌کند، گرگ‌های درنده را از آن‌ها دفع می‌نماید و قدرت باروریشان را فزونی می‌بخشد نیز، شرح داده شده‌است. ایالات هیگینوس، نخستین ایالتی محسوب می‌شود که سیلوانوس، از طریق نشانه‌گذاری با سنگ، مرز و محدوده کشتزارها آن را مشخص نمود. هر ملک یا کشتزار، برای خود سه سیلوانی داشت:
- یک سیلوانوس دومستیکوس (در کتیبه‌ها با نام سیلوانوس لاروم یا سیلوانوس سانکتوس ساکر لاروم، نامیده می‌شود)
- یک سیلوانوس آگرستیس (همچنین با عنوان سالوتاریس نیز نامیده می‌شود)، که توسط چوپانان پرستش می‌شد، و
- یک سیلوانوس اورینتالیس، که خداییست که بر آن نقطه‌ای ریاست می‌کند که در آن نقطه، ملک و دارایی آغاز می‌شود.

از این رو است که کلمه سیلوانی اغلب به مجموع این خدایان گفته می‌شود.

## شرح
سیلوانوس، خدای درختان و ناظر تبرتراشی یا تمیز کردن مزارع و حامی گله‌ها بود. سیلوانوس از خدایان معدود روستایی رومی بود که موقعیت خود را [در اعصار بعدی] حفظ کرد. در تندیس معروف او که در بریتیش میوزیوم لندن موجود است، ویژگی‌های پیش گفته مشاهده می‌شوند و چنین است که در این تندیس، درختی در دست چپ و قلابی در دست راست دارد و این دو با سرشت دوگانه او پیوند دارد.